# عودة بيروت
"عودة بيروت" أنها الحلقة الثانية من المسلسل الدرامي التلفيزيوني الأمريكي للموسم الثاني من أرض الوطن، وهو إجماليًا أربع عشرة حلقةً. تم بثه بشكل منتظم في السابع من أكتوبر عام 2012 على شو تايم.

## الأحداث
قامت "كاري" (كلير دينس) مع مساعدتها بمقابلة "فاطيمة علي" (كلارا خوري)، وذلك بعد صلاة الجمعة في المسجد. كشفت "فاطيمة" أنها على استعداد لنشقاق الولايات المتحدة وأعطت لكاري الوقت والمكان حيث زوجها "عباس علي" قائد منطقة حزب الله الذي سوف يقابل مع "أبو نذير" (نافيد نجيبان). قابلت كاري سول (ماندي باتينكين) في المنزل الآمن وأنهم يتطلعوا إلى الأخبار لإيتيس (ديفيد هاروود) على موقع سكايب. ضايقت إيتيس كاري عن مصداقية الطرف، وخمنت سول بأن المعلومات قد تكون زائفة، وأن رجالهم قد يقادوا للوقوع في كمين. وقد أصبح واضحًا لكاري أن سول وإيتيس لا يثقون في قرارهم.
حضر آل برودس المناسبة حيث حضر أيضًا آل والديس. وضَّح نائب رئيس والديس (جامي شيريدان) ل نيكولاس برودي (داميان لويس) حيث واحد من المواقع الأسلحة النووية الإيرانية قد نجا من ضربة جوية، لكن الرئيس متردد في اتخاذ قرارات وإجراءات وذلك لأن مدته على وشك الانتهاء. يسأل والدين برودي للتحدث مع وزير الدفاع الأمريكي للمحاولة في إقناعه لإتخاذ إجراءات عاجلة. في هذه الأثناء، أصبح أل بروديس

## الإنتاج
كُتِبت الحلقة بواسطة المنتج التنفيذي تشيب جوهانيسن ، بينما أخرجها المنتج التنفيذي مايكل كويستا.